# Levenhookia pulcherrima
Levenhookia pulcherrima är en tvåhjärtbladig växtart som beskrevs av Carlq. Levenhookia pulcherrima ingår i släktet Levenhookia och familjen Stylidiaceae. Inga underarter finns listade i Catalogue of Life.

## Bildgalleri

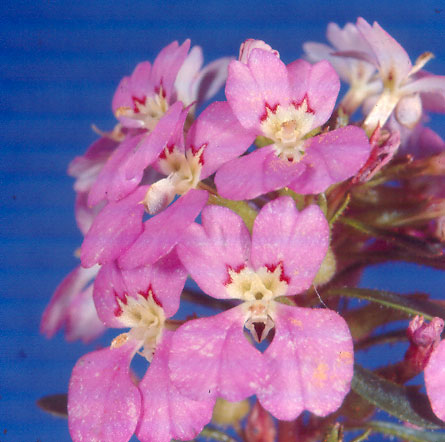
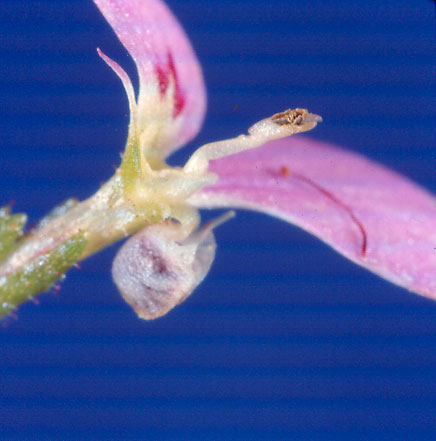